# Alena Gerber

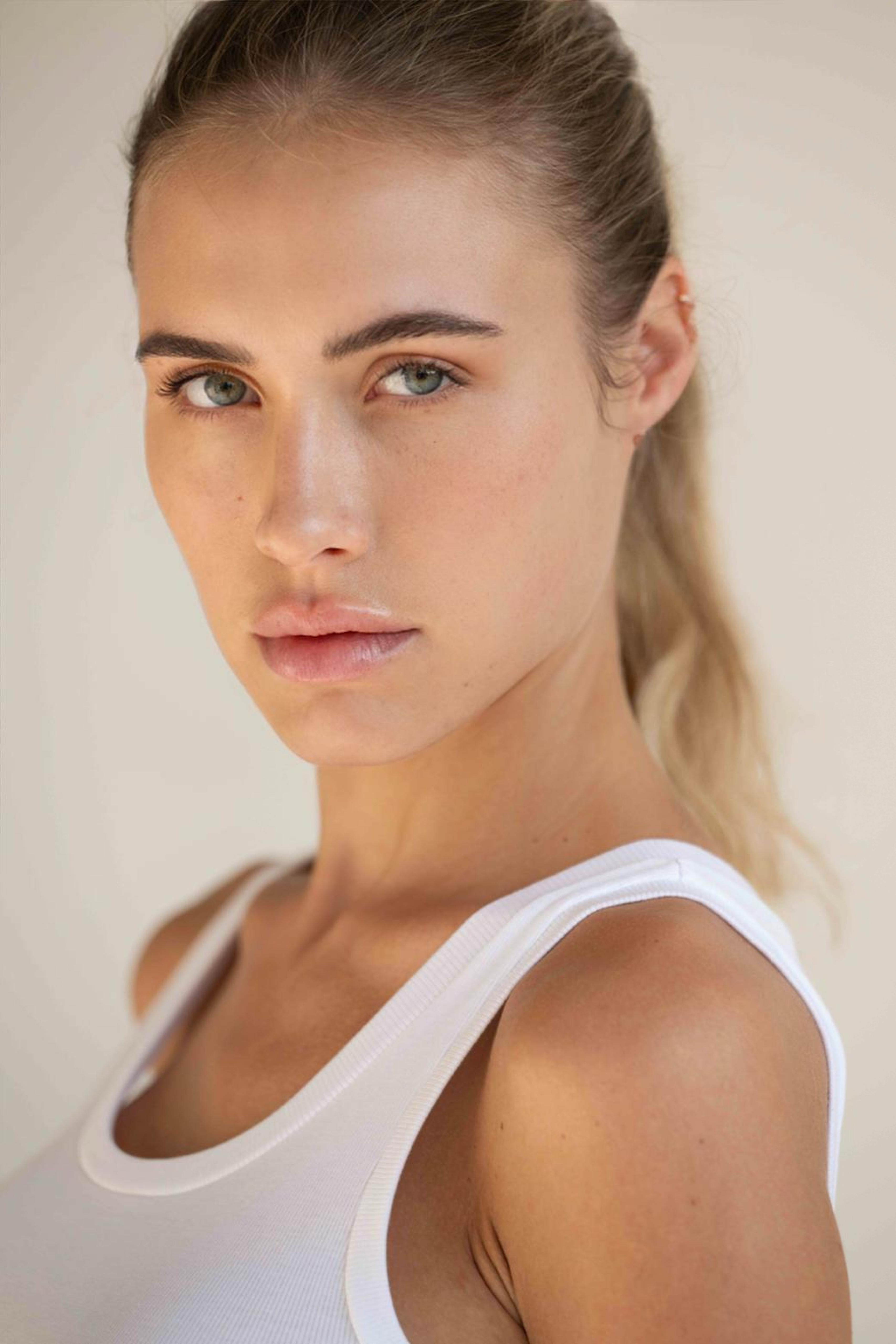
Alena Gerber bei einem Shooting 2025.

Alena Gerber (* 20. August 1989 in Ostfildern, bürgerlich Alena Fritz) ist ein deutsches Model. Sie ist ebenfalls als Moderatorin, Schauspielerin und Unternehmerin tätig.

## Leben
Alena Gerber wuchs als Tochter eines Mode-Unternehmers in Nürtingen auf. Bereits während der Gymnasialzeit nahm sie Gesangs- sowie Ballettunterricht und ließ sich zur Schauspielerin ausbilden. Sie wurde mit 13 Jahren von einer Modelagentur entdeckt und nahm an einer Reihe von Misswahlen teil. Sie ist seit 2017 mit Clemens Fritz verheiratet und sie haben eine gemeinsame Tochter (* 2017). Gerber nahm den Nachnamen ihres Ehemannes an, tritt aber in der Öffentlichkeit unter ihrem Geburtsnamen auf. Sie lebt mit ihrer Familie in Bremen.

## Karriere
Als Model arbeitete Gerber für Marken wie Hilfiger, Escada, L’Oréal, Dsquared und Talbot & Runhof.

### TV und Film
Gerber hatte feste Rollen in Die Rosenheim-Cops, Pater Castell und in der vierten Staffel von Böse Mädchen sowie Gastauftritte in Folgen von Dahoam is Dahoam, Ihr Auftrag und Verbotene Liebe. 2009 stand Gerber erstmals für das Schweizer Nightlife-Portal usgang.ch vor der Kamera und moderierte die Sendung usgang.tv auf ProSieben Schweiz. Seit einem redaktionellen Relaunch war Gerber auch Line-Produzentin und Redaktionsleiterin der Sendung, die bis 2016 produziert wurde. 2010 und 2011 moderierte Gerber live von der in 15 Länder übertragenen Street Parade in Zürich. Seit 2015 moderiert sie für Adidas Gamedayplus: die adidas UEFA Champions League Show auf der Website des Sportartikelherstellers. Seit 2017 präsentiert sie zudem neben Jochen Stutzky Warm-Up – Die Fußballvorschau auf Sport1. 2023 spielte sie neben Thomas Jane und John Malkovich im Hollywood-Film One Ranger die Rolle der Carmen und unter der Regie von Til Schweiger in Manta Manta – Zwoter Teil die Rolle Anna.

### Sonstiges
In der Schweiz geriet Alena Gerber ins Blickfeld einer breiteren Öffentlichkeit, als die deutsche Bild-Zeitung sie im Oktober 2009 als Symbolfigur einer angeblich seit längerem schwelenden Debatte um deutsche Gastarbeiter präsentierte. Der Präsident der Jungen SVP, Erich Hess, bemängelte in der Bild den starken Zuzug von, seiner Meinung nach, „arroganten“ Deutschen, die Schweizern die Arbeitsplätze wegnähmen. Hierfür sei Alena Gerber ein gutes Beispiel. Der Zuwanderer-Streit berührte auch immer wieder die Frage, ob im Schweizer Fernsehen Standarddeutsch oder Schweizerdeutsch zu verwenden sei. Unterstützung erhielt Hess von SVP-Nationalrat Hans Fehr.
Einige Schweizer Medien, z. B. 20 Minuten und die Boulevardzeitung Blick, griffen die Thematik auf. Am 1. November 2009 kam es zu einem von der Bild organisierten Treffen von Hess und Gerber, bei dem Gerber ihre in der Zwischenzeit erworbenen Schweizerdeutsch-Kenntnisse präsentierte. Da sowohl die Bild-Zeitung als auch die Plattform „usgang.tv“, für die Gerber als Moderatorin tätig ist, zur Axel Springer AG gehören, wurde in den folgenden Wochen vor allem in Schweizer Medien über eine mögliche Inszenierung der Debatte spekuliert.
Seit 2021 vertreibt Gerber unter der Marke Naami vegane Naturkosmetik.

## Tierschutz
Gerber setzt sich für den Tierschutz ein und unterstützt unter anderem PETA und Vier Pfoten. 2023 regte sie zur Weihnachtszeit eine Debatte über die Legitimität von Tieren als Weihnachtsgeschenken an und forderte, Hunde zu adoptieren, statt zu kaufen. Im folgenden Jahr deckte sie mit PETA Fälle von illegalem Onlinehandel mit Tierkindern auf.

## Filmografie (Auswahl)
- 2009, 2011: Die Rosenheim-Cops (Fernsehserie, zwei Folgen)
- 2011: Schreie der Vergessenen (Fernsehfilm)
- 2011: Böse Mädchen (Fernsehserie, sechs Folgen)
- 2011: Forsthaus Falkenau (Fernsehserie, eine Folge)
- 2012: Heiter bis tödlich: Hubert und Staller (Fernsehserie, eine Folge)
- 2013: Verbotene Liebe (Fernsehserie, zwei Folgen)
- 2014: Monaco 110 (Fernsehserie, eine Folge)
- 2015: SOKO Stuttgart – Todschick
- 2021: Das Traumschiff – Seychellen
- 2023: One Ranger (Kinofilm)
- 2023: Manta Manta – Zwoter Teil (Kinofilm)
- 2024: Gags – Comedy Deluxe (Fernsehserie, vier Folgen)